# PGA Holland Tour
De PGA Holland Tour is een serie golftoernooien die door de PGA Holland voor haar leden wordt georganiseerd. Officieel heet het de Van Lanschot PGA Tour. De Twente Cup is tegenwoordig het slottoernooi, daarna staat vast wie de Order of Merit heeft gewonnen.
Naast deze tour wordt een serie toernooien georganiseerd die de Monday Tour heet. Er wordt één ronde van 18 holes gespeeld. Deze zes maandelijkse toernooien worden gespeeld van april tot en met september.
Leden van PGA Holland kunnen zich kwalificeren om aan het Dutch Open van de Europese PGA Tour mee te doen.
De uitslagen staan op Uitslagen PGA Holland.

## Order of Merit
PGA Holland
De PGA Holland heeft een eigen Order of Merit voor haar leden.
| Jaar | Winnaar Heren     | €         | Winnaar Dames         | €         |
| ---- | ----------------- | --------- | --------------------- | --------- |
| 2002 | Joost Steenkamer  |           |                       |           |
| 2005 | Mark Reynolds     |           |                       |           |
| 2006 | Ruben Wechgelaer  | ?         | Mette Hageman         | 1.050,00  |
| 2007 | Ruben Wechgelaer  | 14.550,00 | Mette Hageman         | 6.200,00  |
| 2008 | Ralph Miller      | 13.175,00 | Mette Hageman         | 13.600,00 |
| 2009 | Mark Reynolds     | 14.073,00 | Annemieke de Goederen | 11.750,00 |
| 2010 | Robin Swane       | ?         | ?                     | ?         |
| 2011 |                   | ?         | ?                     | ?         |
| 2012 |                   | ?         | ?                     | ?         |
| 2013 | Inder van Weerelt | 13.450,00 |                       |           |
| 2014 | Inder van Weerelt | 8.800,00  | Marcella van der Bom  | 3.505,00  |

International Order of Merit
Voor de heren is er ook een Internationale Order of Merit, waarbij naast de resultaten van de PGA Holland Tour ook de resultaten van de Europese Tour, de Challenge Tour, de Asian Tour en de Pro Golf Tour (voorheen EPD Tour) meetellen. Zie de actuele stand van de Internationale Order of Merit .